# Kulli (przystanek kolejowy)
Kulli – przystanek kolejowy w miejscowości Kulli, w prowincji Harjumaa, w Estonii. Położony jest na linii Tallinn - Narwa. 